# Sowon-myeon
Sowon-myeon (koreanska: 소원면) är en köping i kommunen Taean-gun i provinsen Södra Chungcheong i den västra delen av Sydkorea, 110 km sydväst om huvudstaden Seoul.